# El Refugio, Purísima del Rincón
El Refugio är en ort i Mexiko.   Den ligger i kommunen Purísima del Rincón och delstaten Guanajuato, i den centrala delen av landet, 300 km nordväst om huvudstaden Mexico City. El Refugio ligger 1 752 meter över havet och antalet invånare är 756.
Terrängen runt El Refugio är platt åt sydost, men åt nordväst är den kuperad. Runt El Refugio är det ganska tätbefolkat, med 230 invånare per kvadratkilometer. Närmaste större samhälle är San Francisco del Rincón, 7,5 km nordost om El Refugio. Trakten runt El Refugio består till största delen av jordbruksmark.